# Герб Самарі
Герб Самара — офіційний символ міста Самар Дніпропетровської області затверджений рішенням Самарівської міської ради № LI/VIII від 22 липня 2025 року. Це історичне рішення відновило місту автентичну символіку, яка бере свій початок ще з часів його заснування.
Центральним елементом герба виступає Собор — символ духовності, козацького минулого та історичного спадку Самарі.

## Опис
Муніципальна геральдика міста Самар (про що свідчить сфрагістика та архітектурна історія) бере початок з печаток Самарської паланки – «столиці Східного Запоріжжя», а також одного з найважливіших адміністративних і політичних центрів Підпільненської Січі (1734—1775). Започаткована у 1811 році геральдична традиція, — щойно місто Новомосковськ отримало офіційний герб, — з одного боку давала поштовх новітньому герботворенню, з іншого – поривала з козацьким минулим, не маючи та не даючи можливості звернутися до власних витоків аж до ХХ століття. В основу герба і прапора Самарівської міської територіальної громади покладено саме запорізьку спадщину Самарської паланки.  
Герб подається у напівкруглому (іспанському) щиті, у центрі якого зображено Свято-Троїцький Собор, який уособлює духовну єдність міста та громадян. Колористика передана двома металами (срібло й золото) та однією емаллю (синій колір). Синє поле символізує багатство й красу річки Самари, яку козаки вважали «святою»; золоті хрести Собору символізують спасіння і справедливість, у той час, як срібні стіни — чистоту і мудрість. 
Декоративний картуш герба виконано згідно з рекомендаціями Українського геральдичного товариства й подається в оновленому ескізі. Так, картуш увінчано срібною короною і символізує місто районного значення; до позащитових елементів додано оздоблений золотим дубовим листям орнамент, що уособлює Самарську Товщу й ліси з їх віковічними зеленими дубами. Таким чином, Самар як місто Собору і східного лева має унікальну, оригінальну символіку, що повертає громаді її славне минуле, взоруючи до майбутнього і досконалого.
Художнє оформлення та опис: Федорченко (Леушина) Владислава Костянтинівна, Бандура Юрій Юрійович.

## Історія

### Перший герб

Герб 1811 року

Герб Новомсосковська затверджений 2 серпня (29 червня) 1811 року (ПСЗ № 24741) разом з іншими гербами Катеринославського намісництва:
|  | На горішній лазуровій частині перетятого щита половина срібної зірки, що сходить на горизонті i знаменує благополуччя цим краям; на долішній малиновій частині переламана шабля на знак знищення запорожців, що були засновниками міста під назвою Новоселиця.. |

Переламана шабля символізує знищення Запорозької Січі та запорожців, що були засновниками міста. Зірка було символом майбутнього процвітання краю, проте деякі сучасні дослідники схильні вважати, що зірка уособлювала не «схід», а «захід» процвітання через знищення вольностей запорожців.

### Проєкт Кене

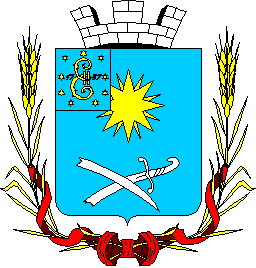
Проєкт Бернгарда Кене

1862 року Бернгардом Кене було складено новий проєкт герба Новомосковська, який ніколи не було затверджено:
|  | На лазуровому полі срібна зламана шабля, над якою золота зірка з шістнадцятьма променями. У вільній частині — герб Катеринославської губернії. Щит увінчаний срібною міською короною з трьома вежками та обрамований двома золотими колосками, оповитими Олександрівською стрічкою. |

### Радянський герб

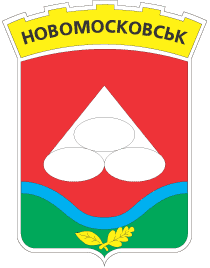
Радянський герб

Радянський варіант герба міста було затверджено 17 травня 1980 року рішенням № 6/237 виконавчого комітету Новомосковської міської ради. Авторами ескізу герба були В. Шмалько, В. Юрченко, І. Швець, А. Зобенко.
На червоному полі з зеленою увігнутою базою, відділеною лазуровим увігнутим же нитяним поясом від основного поля, три срібних труби, що виходять з одного центра. На базі два золотих листки. Щит увінчаний золотою шестернею з назвою міста українською мовою. Труби - символ Новомосковського трубного заводу. Пояс символізує річку Самара. Листи — символ зони відпочинку.
Конфігурація герба взята за аналогією з гербом міста Дніпропетровськ. Новомосковський трубний завод випускає труби великого діаметра, що експортуються до різних країн світу, тому на гербі відбито продукцію заводу — труби в перспективному зображенні. Червоне тло, на якому зображені труби, та блакитна вигнута смуга символізують кольори Державного прапора УРСР.

### Герб 1999 року

Герб 1999 року

Затверджений 30 червня 1999 року рішенням № 64-VI/ХХIII сесії міської ради.
|  | Щит перетятий, на верхньому лазуровому полі сходить срібна восьмипроменева зірка з чотирма золотими сочевицеподібними променями, на нижньому зеленому полі - лазурова шипоподібна балка, на ній срібний собор під золотим дахом з п'ятьма золотими куполами, які виходять за межі нижнього поля і накладаються на зірку. |

#### Символізм
Верхня частина герба є даниною історичній традиції, вона повністю відтворює частину російського герба Новомосковська 1811 року — срібну восьмипроменеву зірку, що сходить на лазуровому тлі.
Собор у центрі гербової композиції відтворює архітектурні особливості видатного памятника народного дерев'яного зодчества — Троїцького собору, оберіга духовності міста. Лазурова шипоподібна балка уособлює річку Самару, зелений колір — її мальовничі береги з численними парками та зонами відпочинку городян. В його основі російський герб 1811 року, але замість зламаної шаблі зображена Троїцька церква, а під нею лазурова хвиля.

## Попередники герба
На сучасній реконструкції герба Самарської паланки зображений леопардовий лев вліво, який в передній лапі тримає бунчук, згори князівська корона, праворуч півмісяць, що лежить рогами вправо, ліворуч — семипроменева зірка.
Реконструкція ґрунутється на полкових печатках Самарської паланки 1750—1752 років.

## Конкурс 2024—2025
20 грудня 2024 року, після перейменування Новомосковська на Самар, рішенням виконкому № 1040/0/6-24 затверджено Положення про проведення конкурсу на створення офіційної символіки Самарівської міської територіальної громади Самарівського району Дніпропетровської області. Прийом конкурсних робіт тривав з 25 грудня 2024 по 25 січня 2025 року.
Наступним етапом мав бути відбутися відбір Конкурсною комісією робіт на відповідність заявленим вимогам та обрання із них переможця; направлення Конкурсною комісією роботи-переможця на погодження символіки з Комісією державних нагород та геральдики; затвердження Самарівською міською радою офіційної символіки..

### Конкурсанти

#### Альтеральдика
У конкурсі взяв участь проєкт від «Альтеральдики», який ґрунтується на попередній роботі в рамках проєкту, що в свою чергу ґрунтується на символіці Самарської паланки:
|  | Герб розділено перекинуто кроквоподібно на малинове та лазурове поле. На першому малиновому полі срібний натягнутий лук з двома стрілами, складеними в косий хрест, вістрями догори, супроводжуваний праворуч срібним півмісяцем з обличчям рогами вправо та срібною восьмипроменовою зіркою зліва. На другому лазуровому полі срібний леопардовий лев вліво, в передній лапі тримає срібний бунчук вістрям догори. |

Герб об'єднує в собі геральдичну історію міста - є переспівом проєкту першого герба та печаток Самарської паланки. Лазуровий колір символізує річку Самару, яка дала назву місту. Малиновий - колір козацьких стягів та козацької слави. Перекинутий кроквоподібний поділ символізує географічне положення Самарі на березі Самарської затоки та Самарських плавнів, також візуально нагадує край козацького стяга, що тягнеться до води. Верхня частина герба повторює мотиви Самарської паланки від 1752 - лук та стріли. Решта елементів запозичені з печатки 1750–1764 років (лев, бунчук, зірка, півмісяць).
Прапор: прямокутник з відношенням вертикальної і горизонтальної сторін 2:3. Зліва розташована синя смуга — 1/4 частина від горизонтальної сторони. На малиновій частині — срібний леопардовий лев, що тримає в лапі срібний бунчук.

#### Патоковина
Конкурсна робота проєкту «Патоковина» також ґрунтується на печатках Самарської паланки: 
|  | На синьому тлі розміщені три основні символи — срібний лук з двома перехрещеними стрілами, ліворуч срібний місяць з людським лицем, праворуч срібна семикутна зірка; внизу дві срібні хвилі, що утворюють силует літери С, що вказує на першу літеру першого складу назви міста, повернутої на 90° проти годинникової стрілки малинового кольору; зверху п'ятикутна форма малинового кольору, що утворюють з синього тла літеру М, що вказує на першу літеру другого складу назви міста, розділяється від тла срібною лінією. |

Композиція лука і двох перехрещених стріл, місяця й семикутної зірки — взята із печатки Самарської паланки Війська Запорізького Низового від 1752 року; синє тло та срібні хвилі — символізують річку Самару; малиновий колір — вказує на історію міста, що пов'язана з Запорізьким козацтвом.
Прапор: квадратне полотнище зі співвідношенням ширини до довжини 1:1, складається з п'яти вертикальних смуг — малинової, сірої, синьої, сірої, малинової (співвідношення їхньої ширини дорівнює 3:1:8:1:3); посередині розташований блазон герба зі срібною міською короною.